# Jan Kanty Kowalski
Jan Kanty Kowalski (ur. 3 września 1953, zm. 19 sierpnia 2020) – polski lekarz internista i kardiolog, prof. dr hab. n. med.

## Życiorys
Studiował w Wojskowej Akademii Medycznej. Obronił pracę doktorską, 25 marca 1996 habilitował się na podstawie pracy zatytułowanej Ocena stanu czynnościowego neutrofilów w niedokrwienno-reperfuzyjnym uszkodzeniu mięśnia sercowego. 22 listopada 1999 nadano mu tytuł profesora w zakresie nauk medycznych. Został zatrudniony na stanowisku profesora zwyczajnego w Katedrze Zdrowia Publicznego Górnośląskiej Wyższej Szkole Pedagogicznej im. Kardynała Augusta Hlonda w Mysłowicach, oraz w Katedrze Chorób Wewnętrznych i Zakaźnych na Wydziale Wojskowym i Lekarskim Uniwersytetu Medycznego w Łodzi.
Był kierownikiem Katedry Chorób Wewnętrznych i Zakaźnych na Wydziale Wojskowym i Lekarskim Uniwersytetu Medycznego w Łodzi.